# چارلی براون
چارلز «چارلی» براون (انگلیسی: Charles "Charlie" Brown) شخصیت اصلی کمیک استریپ بادام زمینی‌ها است که در روزنامه‌های روزانه در کشورهای متعددی در سراسر جهان منتشر می‌شود. چارلی براون که به‌عنوان یک بازندهٔ دوست‌داشتنی معرفی می‌شود، یکی از قدیمی‌ترین الگوهای بزرگ آمریکایی و یک شخصیت کارتونی محبوب و شناخته شده‌است. چارلی براون فردی است که اغلب غمگین و در نتیجه عصبی و فاقد اعتماد به نفس است. او هم نگرش بدبینانه و هم خوش‌بینانه از خود نشان می‌دهد: برخی از روزها حتی از بیرون رفتن می‌ترسد زیرا ممکن است روزش خراب شود، اما در برخی دیگر به همه‌چیز امیدوار است و تا آنجا که می‌تواند برای انجام کارها تلاش می‌کند. او با بلوز طرح‌دار زیگزاگی‌اش شناخته می‌شود.